# Criminal Minds
Criminal Minds (Brasil: Criminal Minds e Mentes Criminosas / Portugal: Mentes Criminosas) é uma série de televisão dramática e policial americana sobre a BAU (Behavioral Analysis Unit) ou UAC (Unidade de Análise Comportamental), um esquadrão de elite do FBI, com sede em Quantico, Virgínia. A equipe analisa criminosos do país por meio do modus operandi e a Vitimologia dos mesmos e antecipa seus próximos movimentos antes de eles agirem outra vez. Neste quesito, a série difere-se de outros dramas policias por focar mais no comportamento criminal do suspeito e elaboração de seu perfil (como profiler) do que o crime em si. A série é produzida pela Mark Gordon Company em associação com a CBS Television Studios e ABC Studios. O título original de Criminal Minds era Quantico, e o episódio Piloto fora filmado em Vancouver. No roteiro de Quantico, Jason Gideon chamava-se Jason Donovan. Em 24 de novembro de 2022 após um hiato de dois anos, a série voltou para uma 16° temporada.

## Informações sobre a série
Dois spin-offs foram produzidos, um chamado Criminal Minds: Suspect Behavior, que contou com Forest Whitaker no papel principal, mas o projeto não vingou e foi cancelado. Contudo, um novo spin-off foi lançado no início de 2016, Criminal Minds: Beyond Borders, e foi estrelado por Gary Sinise, Tyler James Williams e Daniel Henney; a atriz Anna Gunn esteve no piloto, mas segundo fontes, não está no elenco da série.
Em 12 de maio de 2018, a CBS renovou a série para sua 14ª temporada, a estrear no segundo semestre de 2018. Em 11 de Janeiro de 2019, foi anunciado o fim do seriado, em sua 15ª temporada. Em fevereiro de 2021, foi anunciado que um reboot de 10 episódios foi oficialmente autorizado a ir ao ar na Paramount+, o reboot irá ao ar como a 16ª temporada da série. Uma série documental planejada de crimes verdadeiros, intitulada The Real Criminal Minds, também foi encomendada pela Paramount+. A série contará com um verdadeiro criador de perfis do FBI e examinará casos reais e comportamentos reais, ilustrados por clipes da série fictícia Criminal Minds.
Em 13 de julho de 2022 foi confirmado o revival da série, que irá ao ar como a 16ª temporada, e que foram encomendados 10 episódios.
O revival de Criminal Minds planejado pela Paramount+ terá o elenco original. Segundo o site Deadline, eles concordaram em participar da nova série e estão negociando contratos.
São eles: Joe Mantegna (David Rossi), Kirsten Vangsness (Penelope Garcia), Adam Rodriguez (Luke Alvez), A. J. Cook (Jennifer Jareau), Aisha Tyler (Tara Lewis) e Paget Brewster (Emily Prentiss), Matthew Gray Gubler (Spencer) e Daniel Henney, infelizmente, não voltarão.
A Paramount+ anunciou em 9 de setembro que a nova temporada de Criminal Minds ganhará um subtítulo e novos personagens. O reboot, agora intitulado Criminal Minds: Evolution, terá Zach Gilford como o vilão Elias Voit.
Em 24 de novembro de 2022 após um hiato de quase três anos, a série voltou para uma 16ª temporada, intitulada Criminal Minds: Evolution, e em janeiro de 2023, a série foi renovada para uma 17ª temporada. Em maio de 2024 foi anunciado que a 17ª temporada estreará em 6 de junho. Em junho de 2024, antes da estreia da 17ª temporada, foi anunciado que a série foi renovada para sua 18ª temporada.

## Sinopse
Quando não há outras pistas para um caso em série, o FBI logo pede ajuda para a Unidade de Análise Comportamental (UAC - ou BAU, em inglês) Quântico. Enquanto detetives comuns estudam as evidências de um crime, a unidade analisa o comportamento do criminoso para chegar a uma lista de suspeitos. Eles investigam o crime de dentro para fora — sem examinar as evidências no laboratório; ao invés disso, eles estudam o comportamento dos criminosos nas cenas dos crimes ou onde eles vivem ou trabalham, para descobrirem o que eles pensam.
Cada membro da equipe une suas especialidades únicas enquanto eles apontam as motivações dos predadores e identificam seus gatilhos emocionais na tentativa de impedi-los.

## Enredo
Quando estreou em 2005, contou com os agentes do FBI Aaron Hotchner/Hotch, Jason Gideon, Derek Morgan, Elle Greenaway, Dr. Spencer Reid, Jennifer "J.J." Jareau e Penelope Garcia. No início da segunda temporada, Greenaway pede demissão da UAC após levar um tiro de Randall Garner (Fisher King) e ficar afetada com um caso de um estuprador, a ponto de matá-lo a sangue frio e mentir alegando legítima defesa. Ela então é substituída por Emily Prentiss, filha de uma embaixadora, bem educada e fluente em árabe, espanhol, francês, italiano, russo e grego (além do inglês), característica que foi aproveitada em diversas situações. Em um caso num dos episódios, Reid é sequestrado e torturado por um suspeito com múltiplas personalidades. O suspeito droga Reid com Dilaudid, fazendo-o ficar dependente do remédio, fato que repercute pelo restante da temporada, até que Reid decide buscar tratamento para sua dependência.
No início da terceira temporada, Gideon sai da UAC ao perder a fé em suas habilidades, quando sua decisão de libertar Frank Breitkopf, um serial killer, resultou na morte de sua mulher e de uma jovem, e ainda provocou a suspensão de Hotch. Gideon abandonou sua arma e distintivo, tendo deixado uma carta para Reid, a quem mais considerava entre todos, contando que ele iria procurar recuperar a crença em finais felizes. David Rossi, um autor de best sellers, fundador da UAC e agente aposentado do FBI entra nesta temporada para substituir Gideon. J.J revela que entrou para o FBI depois de assistir à uma palestra dele e ler seus livros.
Na quarta temporada, J.J entra de licença maternidade, sendo substituída temporariamente por Jordan Todd, uma agente do FBI que trabalha na Unidade de Combate ao Terrorismo. J.J dá à luz à Henry, e escolhe Reid e Garcia como padrinhos. Mais tarde, aparece George Foyet, um serial killer que faz muitas vítimas e persegue Hotch.
Na quinta temporada, Foyet, ainda perseguindo Hotch, acaba por matar sua ex-mulher Haley, por quem Hotch ainda era apaixonado, sendo morto por ele logo em seguida.
Na sexta temporada, J.J é forçada a aceitar uma promoção no Pentágono, fazendo-a sair da UAC. Garcia torna-se o novo contato da polícia e ligação com a mídia. Ashley Seaver, uma cadete do FBI e filha de um serial killer, entra para a equipe. Mais tarde, Prentiss é aparentemente morta por Ian Doyle, um antigo inimigo seu que escapou da prisão. No entanto ela sobrevive, mas através de um plano de Hotch e J.J finge sua morte para o restante da equipe, a fim de se proteger de Doyle que ainda estava solto. No fim da temporada J.J retorna a UAC.
No começo da sétima temporada, após Doyle reaparecer, Prentiss volta para prendê-lo, surpreendendo a todos, principalmente Reid, que briga com J.J por ter escondido dele que ela estava viva, uma vez que ele sofreu com sua aparente morte, chegando até mesmo a pensar em voltar a tomar Dilaudid. Ao final da temporada, ela recebe uma oferta para comandar um escritório da Interpol em Londres e decide sair da UAC.
Na oitava temporada, Prentiss é substituída por Alex Blake, uma professora, doutora, especialista em linguística. Durante os episódios, os agentes descobrem que estão sendo perseguidos por um suspeito inteligente, conhecido como Replicator, que sabe tudo sobre eles e tem um plano mirabolante para derrotá-los e derrubar a UAC. No fim, é revelado que o suspeito é John Curtis, um agente do FBI que quer se vingar do rebaixamento que levou da agência, depois de uma falha em uma missão. Durante os acontecimentos, ele mata a chefe Erin Straus, mas acaba morto em uma armadilha de Rossi.
Na nona temporada é revelado que, na verdade, a transferência de J.J era um desculpa para colocá-la em uma força tarefa no Oriente Médio, no Afeganistão, em busca de Bin Laden, junto com Mateo Cruz (que mais tarde torna-se o chefe de seção da UAC após a morte de Strauss). Durante este tempo, ela descobre que está grávida, mas após uma traição de um dos informantes que resulta em um ataque a seu comboio, ela perde o bebê. O traidor da missão retorna e a sequestra junto a Cruz, a fim de obter informações sobre os agentes da missão. A equipe, junto de Prentiss, que retorna para ajudá-los a achar J.J, consegue resgatá-los. No fim da temporada, em um dos casos, ocorre um tiroteio, e Reid, para salvar Blake, leva um tiro no pescoço e fica em estado grave; ela decide então sair da UAC, depois de ficar muito abalada com o estado em que Reid ficou. Ela revela ainda que tinha um filho que morreu de uma doença não identificada, fato que a perturbou profundamente devido à coincidência de ser ela uma linguista e não saber o nome do que matou seu filho.
Blake então é substituída na décima temporada por Kate Callahan, uma agente que trabalha disfarçada em missões do FBI. Ela tem uma sobrinha adotada da irmã que morreu com o marido no 11 de setembro. No meio da temporada, J." começa a mostrar sinais de Transtorno de Estresse Pós-Traumático, resultado do sequestro e tortura que sofreu. Reid percebe e tenta ajudá-la, sem resultado. É ainda revelado na temporada que Gideon foi morto à tiros por Donnie Mallick, um serial killer que ele descobriu estar relacionado a um crime que por ele investigado em 1978. Mais tarde também aparece Mr. Scratch, um serial killer que quase mata Hotch. No fim da temporada, a sobrinha de Callahan é sequestrada por uma organização de tráfico de pessoas, que sequestra mulheres para vendê-las à serial killers. A equipe consegue salvá-la, mas Callahan, depois de descobrir que está grávida, e ainda abalada pelo caso da sobrinha, decide se afastar por tempo indeterminado da UAC. "J. também descobre que está grávida.
No início da décima primeira temporada, J.J de licença maternidade novamente, é substituída pela Drª. Tara Lewis, uma psicóloga forense que usa suas habilidade para extrair informações que ajudem na resolução dos casos. É descoberto ainda através Giuseppe e Montolo, dois criminosos presos por Morgan, uma organização de assassinos de aluguel que estão atrás de algumas pessoas conhecidas como os "Doze Sujos", entre elas Garcia. Reid, que estava passando um tempo com sua mãe, retorna, passa a ser peça fundamental no caso e consegue acabar com a organização; no meio da situação é revelado que sua mãe descobriu ter o Mal de Alzheimer, e as chances de ele também desenvolver a doença futuramente são grandes, fato que o abala. Mais à frente na temporada, Morgan é sequestrado e torturado, sem motivo aparente, mas quando sua mulher, Savannah, que está grávida é baleada, ele descobre tudo ter sido planejado por Chaz Montolo, pai de Giuseppe Montolo, que se vinga de Morgan pela morte do filho na prisão. Savannah e o bebê de Morgan se recuperam, mas ele decide sair da UAC, com receio de que algo semelhante possa ocorrer novamente caso ele continue ali. Ele dá o nome de Reid e de seu pai para o filho, como homenagens. No fim da temporada, como resultado de um plano armado por Mr. Scratch, Hotch é preso, e logo após a equipe descobre ser tudo parte de um plano maior: o de fuga de presos perigosos, em especial serial killers. Eles conseguem evitar uma fuga em massa, mas treze presos conseguem fugir, entre eles Mr. Scratch.
A décima segunda temporada se desenvolverá a partir da perseguição e prisão dos presos fugitivos da temporada passada. A equipe contará com a ajuda de Luke Alvez, um agente que faz parte da Força Tarefa de Fugitivos do FBI, e de Emily Prentiss, que retornará a UAC.

## Spin Off's
- Ver mais em: Criminal Minds (franquia)

### Criminal Minds
No início de 2009, Michael Ausiello, da Entertainment Weekly, disse que ele e os estúdios estavam discutindo a possibilidade de um spin-off do drama policial Criminal Minds . O produtor de estúdio Ed Bernero confirmou ao revelar que "é seguro dizer que haverá algo em breve". O show teve um elenco completamente novo, com exceção de Kirsten Vangsness, que reprisou seu papel como Penelope Garcia . No final de 2010, o diretor foi escolhido e o elenco concluído. Foi anunciado que Forest Whitaker estrelaria. O personagem de Whitaker, Samuel "Sam" "Coop" Cooper, e sua equipe foram apresentados no episódio "The FIght", décimo oitavo episódio da 5ª temporada de Criminal Minds . Richard Schiff teve um papel recorrente como o diretor do FBI Jack Fickler.
A série é centrada na equipe Red Cell da Unidade de Análise Comportamental do FBI, uma equipe de elite cuidadosamente selecionada que opera fora da burocracia. A equipe é liderada pelo veterano criador de perfis do FBI, Sam Cooper, e eles se reportam apenas ao Diretor do FBI.

### Criminal Minds: Suspect Behavior
A série se passa principalmente na BAU, sediada em Quantico, Virgínia, e se concentra em traçar o perfil do criminoso, chamado de descon (sujeito desconhecido) ou elemento, em vez do crime em si. O ponto central da série acompanha um grupo de perfiladores do FBI que decidem capturar vários criminosos por meio de perfis comportamentais. O enredo se concentra nos casos de trabalho em equipe e na vida pessoal dos personagens, retratando a vida difícil e as exigências legais de um criador de perfis.

### Criminal Minds: Beyond Borders
Uma nova série proposta na franquia Criminal Minds foi anunciada em janeiro de 2015, intitulada Criminal Minds: Beyond Borders. Gary Sinise e Anna Gunn foram escalados para os papéis principais de Jack Garrett e Lily Lambert, com Tyler James Williams e Daniel Henney sendo escalados como Russ "Monty" Montgomery e Matthew "Matt" Simmons, respectivamente. Criminal Minds: Beyond Borders acompanha uma equipe de elite de agentes do FBI resolvendo casos que envolvem cidadãos americanos em solo internacional. A CBS exibiu um piloto de backdoor em um episódio de Criminal Minds em 8 de abril de 2015, apresentando os personagens com um episódio crossover intitulado "Beyond Borders".
Em 8 de maio de 2015, a CBS anunciou que Criminal Minds: Beyond Borders foi escolhido para a temporada televisiva de 2015-16, no entanto, logo foi anunciado que Gunn havia deixado a série, com Alana de la Garza e Annie Funke sendo escaladas como regulares da série. A série deveria estrear originalmente em 2 de março de 2016, mas foi adiada por duas semanas e estreou em 16 de março de 2016, e preencheu o horário de quarta-feira às 22h, indo ao ar imediatamente após o Criminal Minds original. Em 16 de maio de 2016, a CBS renovou a série para uma segunda temporada. Em 14 de maio de 2017, a CBS cancelou a série após duas temporadas devido à baixa audiência. Após o final da série, o personagem Matthew Simmons (Daniel Henney) migrou para a série mãe, na qual ficou até o final da décima quinta temporada.

### Criminal Minds: Evolution
Em fevereiro de 2021, um revival  da série estava em desenvolvimento inicial na Paramount+, com 10 episódios oficialmente aprovados. Foi confirmado que ainda estava em desenvolvimento durante a turnê de imprensa de inverno da Television Critics Association, um ano depois. Em julho de 2022, a Paramount+ oficialmente encomendou uma temporada completa para o revival. O elenco principal da série original retornou, com a ausência de Daniel Henney e Matthew Gray Gubler (este último que estava na série desde o primeiro episódio). As filmagens começaram em agosto de 2022.
Desde então, Evolution passou a ser chamada de continuação da série da CBS, em vez de uma série totalmente separada. Sua "primeira temporada" foi lançada pela CBS Home Entertainment como a "décima sexta temporada" da série em geral.

## Elenco
| Legenda | Legenda                       |
| ------- | ----------------------------- |
| P       | Creditado no Elenco Principal |
| R       | Creditado como recorrente     |
| C       | Creditado como convidado      |
| —       | Personagem ausente            |

| Artista              | Personagem       | Temporada      | Temporada      | Temporada      | Temporada      | Temporada      | Temporada      | Temporada      | Temporada      | Temporada      | Temporada      | Temporada      | Temporada      | Temporada      | Temporada      | Temporada      | Temporada                 | Temporada                 | Temporada                 |
| Artista              | Personagem       | Criminal Minds | Criminal Minds | Criminal Minds | Criminal Minds | Criminal Minds | Criminal Minds | Criminal Minds | Criminal Minds | Criminal Minds | Criminal Minds | Criminal Minds | Criminal Minds | Criminal Minds | Criminal Minds | Criminal Minds | Criminal Minds: Evolution | Criminal Minds: Evolution | Criminal Minds: Evolution |
| Artista              | Personagem       | 1              | 2              | 3              | 4              | 5              | 6              | 7              | 8              | 9              | 10             | 11             | 12             | 13             | 14             | 15             | 16                        | 17                        | 18                        |
| -------------------- | ---------------- | -------------- | -------------- | -------------- | -------------- | -------------- | -------------- | -------------- | -------------- | -------------- | -------------- | -------------- | -------------- | -------------- | -------------- | -------------- | ------------------------- | ------------------------- | ------------------------- |
| Mandy Patinkin       | Jason Gideon     | P              | P              | P              | —              | —              | —              | —              | —              | —              | —              | —              | —              | —              | —              | —              | —                         | —                         | —                         |
| Thomas Gibson        | Aaron Hotchner   | P              | P              | P              | P              | P              | P              | P              | P              | P              | P              | P              | P              | —              | —              | —              | —                         | —                         | —                         |
| Lola Glaudini        | Elle Greenaway   | P              | P              | —              | —              | —              | —              | —              | —              | —              | —              | —              | —              | —              | —              | —              | —                         | —                         | —                         |
| Shemar Moore         | Derek Morgan     | P              | P              | P              | P              | P              | P              | P              | P              | P              | P              | P              | C              | C              | —              | —              | —                         | —                         | —                         |
| Matthew Gray Gubler  | Dr. Spencer Reid | P              | P              | P              | P              | P              | P              | P              | P              | P              | P              | P              | P              | P              | P              | P              | —                         | —                         | C                         |
| A. J. Cook           | Jennifer Jareau  | P              | P              | P              | P              | P              | P              | P              | P              | P              | P              | P              | P              | P              | P              | P              | P                         | P                         | P                         |
| Kirsten Vangsness    | Penelope Garcia  | P              | P              | P              | P              | P              | P              | P              | P              | P              | P              | P              | P              | P              | P              | P              | P                         | P                         | P                         |
| Paget Brewster       | Emily Prentiss   | —              | P              | P              | P              | P              | P              | P              | —              | C              | —              | C              | P              | P              | P              | P              | P                         | P                         | P                         |
| Joe Mantegna         | David Rossi      | —              | —              | P              | P              | P              | P              | P              | P              | P              | P              | P              | P              | P              | P              | P              | P                         | P                         | P                         |
| Rachel Nichols       | Ashley Seaver    | —              | —              | —              | —              | —              | P              | —              | —              | —              | —              | —              | —              | —              | —              | —              | —                         | —                         | —                         |
| Jeanne Tripplehorn   | Dr. Alex Blake   | —              | —              | —              | —              | —              | —              | —              | P              | P              | —              | —              | —              | —              | —              | —              | —                         | —                         | —                         |
| Jennifer Love Hewitt | Kate Callahan    | —              | —              | —              | —              | —              | —              | —              | —              | —              | P              | —              | —              | —              | —              | —              | —                         | —                         | —                         |
| Aisha Tyler          | Dr. Tara Lewis   | —              | —              | —              | —              | —              | —              | —              | —              | —              | —              | R              | P              | P              | P              | P              | P                         | P                         | P                         |
| Adam Rodriguez       | Luke Alvez       | —              | —              | —              | —              | —              | —              | —              | —              | —              | —              | —              | P              | P              | P              | P              | P                         | P                         | P                         |
| Damon Gupton         | Stephen Walker   | —              | —              | —              | —              | —              | —              | —              | —              | —              | —              | —              | P              | —              | —              | —              | —                         | —                         | —                         |
| Daniel Henney        | Matt Simmons     | —              | —              | —              | —              | —              | —              | —              | —              | —              | C              | —              | C              | P              | P              | P              | —                         | —                         | —                         |
| Zach Gilford         | Elias Voit       | —              | —              | —              | —              | —              | —              | —              | —              | —              | —              | —              | —              | —              | —              | —              | R                         | P                         | P                         |

## Episódios
| Temporada | Temporada | Episódios | Exibição Original      | Exibição Original       |
| Temporada | Temporada | Episódios | Estreia                | Fim                     |
| --------- | --------- | --------- | ---------------------- | ----------------------- |
|           | 1         | 22        | 22 de setembro de 2005 | 10 de maio de 2006      |
|           | 2         | 23        | 20 de setembro de 2006 | 15 de Maio de 2007      |
|           | 3         | 20        | 26 de setembro de 2007 | 21 de Maio de 2008      |
|           | 4         | 26        | 24 de setembro de 2008 | 20 de Maio de 2009      |
|           | 5         | 23        | 23 de setembro de 2009 | 26 de Maio de 2010      |
|           | 6         | 24        | 22 de setembro de 2010 | 18 de Maio de 2011      |
|           | 7         | 24        | 21 de setembro de 2011 | 16 de Maio de 2012      |
|           | 8         | 24        | 26 de setembro de 2012 | 22 de Maio de 2013      |
|           | 9         | 24        | 25 de setembro de 2013 | 14 de Maio de 2014      |
|           | 10        | 23        | 1 de outubro de 2014   | 6 de Maio de 2015       |
|           | 11        | 22        | 30 de setembro de 2015 | 4 de Maio de 2016       |
|           | 12        | 22        | 28 de setembro de 2016 | 10 de Maio de 2017      |
|           | 13        | 22        | 27 de setembro de 2017 | 18 de abril de 2018     |
|           | 14        | 15        | 3 de outubro de 2018   | 6 de fevereiro de 2019  |
|           | 15        | 10        | 8 de janeiro de 2020   | 19 de fevereiro de 2020 |
|           | 16        | 10        | 24 de novembro de 2022 | 9 de fevereiro de 2023  |
|           | 17        | 10        | 6 de junho de 2024     | 1º de agosto de 2024    |

## Recepção da crítica
Em sua 1.ª temporada, Criminal Minds teve recepção mista por parte da crítica especializada. Com base de 21 avaliações profissionais, alcançou uma pontuação de 42% no Metacritic. Por votos dos usuários do site, atinge uma nota de 8.2, usada para avaliar a recepção do público.